# Željko Kamenjašević
Željko Kamenjašević (5. svibnja 1973.), njemački košarkaš. Visok je 2,05 metara. Igrao za bundesligaše SSV Ulm i BG Ludwigsburg te za više drugoligaša.

## Životopis
Odrastao je u Ulmu i djelimice kod bake u Tuzli. Igrao je košarku za SSV Ulm, sezone 1994./95. bio je u bundesligašu BG Ludwigsburgu, zatim opet u Ulmu (opet u Bundesligi). 1996. godine je osvojio Kup s Ulmom. Jeseni 1997. prešao je u drugoligaša TSV Quakenbrück, 1999. godine napustio je Donju Sasku i otišao u ligaškog takmaca SC Rist Wedel, za koji je igrao do 2001. godine.
Između 2001. godine i 2003. bio je pojačanje drugoligašu TSV Lesum u hanzeatskom gradu Bremenu, od 2003. do 2006. opet je igrao u Wedelu (danas Regionalligašu). Uz košarkašku karijeru apsolvirao je policijsko obrazovanje.